# Saco (Maine)
Pour les articles homonymes, voir Saco.
Saco (en anglais [ˈsɑːkoʊ]) est une ville située dans le comté de York, dans l’État du Maine, aux États-Unis. Sa population s’élevait à 20 381 habitants lors du recensement de 2020, estimée à 20 872 habitants en 2022. Elle est située sur la rive gauche de la rivière Saco qui la sépare de sa ville jumelle Biddeford. Toutes deux font partie de l'aire métropolitaine de Portland.

## Histoire
Dans les années 1920, dans le cadre d'un mouvement dirigé plus largement contre la minorité catholique, le Ku Klux Klan s'en est pris aux Franco-Américains de Saco. Des combats de rue ont eu lieu à Greenville, Fairfield, et sur le pont reliant Biddeford à Saco à en 1924, selon le journal Bangor Daily News (en). Le Klan a attaqué des membres de l'International Workers of the World (IWW) qui créaient des syndicats de salariés dans l'industrie du bois.

## Géographie
Selon le Bureau du recensement des États-Unis, la ville a une aire totale de 101,9 km2. 2,3 km2 (2,21 %) de sa superficie est constituée d'eau notamment parce qu'elle est traversée par la rivière Saco.

## Démographie
| Groupe            | Saco | Maine | États-Unis |
| ----------------- | ---- | ----- | ---------- |
| Blancs            | 95,7 | 95,2  | 72,4       |
| Asiatiques        | 1,7  | 1,0   | 4,8        |
| Métis             | 1,4  | 1,6   | 2,9        |
| Afro-Américains   | 0,7  | 1,2   | 12,6       |
| Autres            | 0,3  | 0,4   | 6,4        |
| Amérindiens       | 0,2  | 0,7   | 0,9        |
| Total             | 100  | 100   | 100        |
|                   |      |       |            |
| Latino-Américains | 1,3  | 1,3   | 16,7       |

Selon l'American Community Survey, pour la période 2011-2015, 88,86 % de la population âgée de plus de 5 ans déclare parler l'anglais à la maison, 6,07 % déclare parler le français, 0,81 % l'arabe, 0,75 % le tagalog, 0,61 % le japonais, 0,56 % l'espagnol et 2,33 % une autre langue.

## Galerie

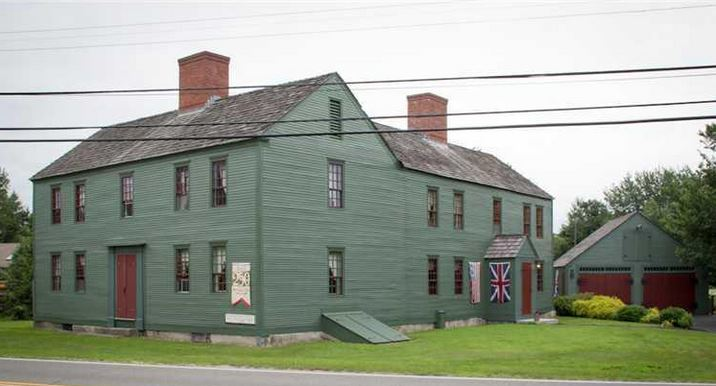
Maison Amos Chase sur Ferry Road; construit vers 1743
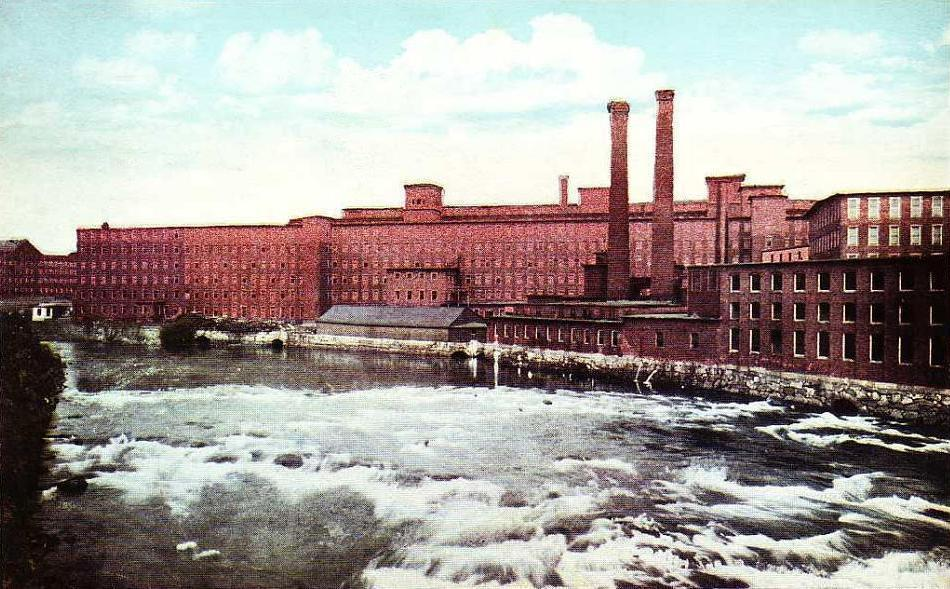
York Manufacturing Co. en 1916
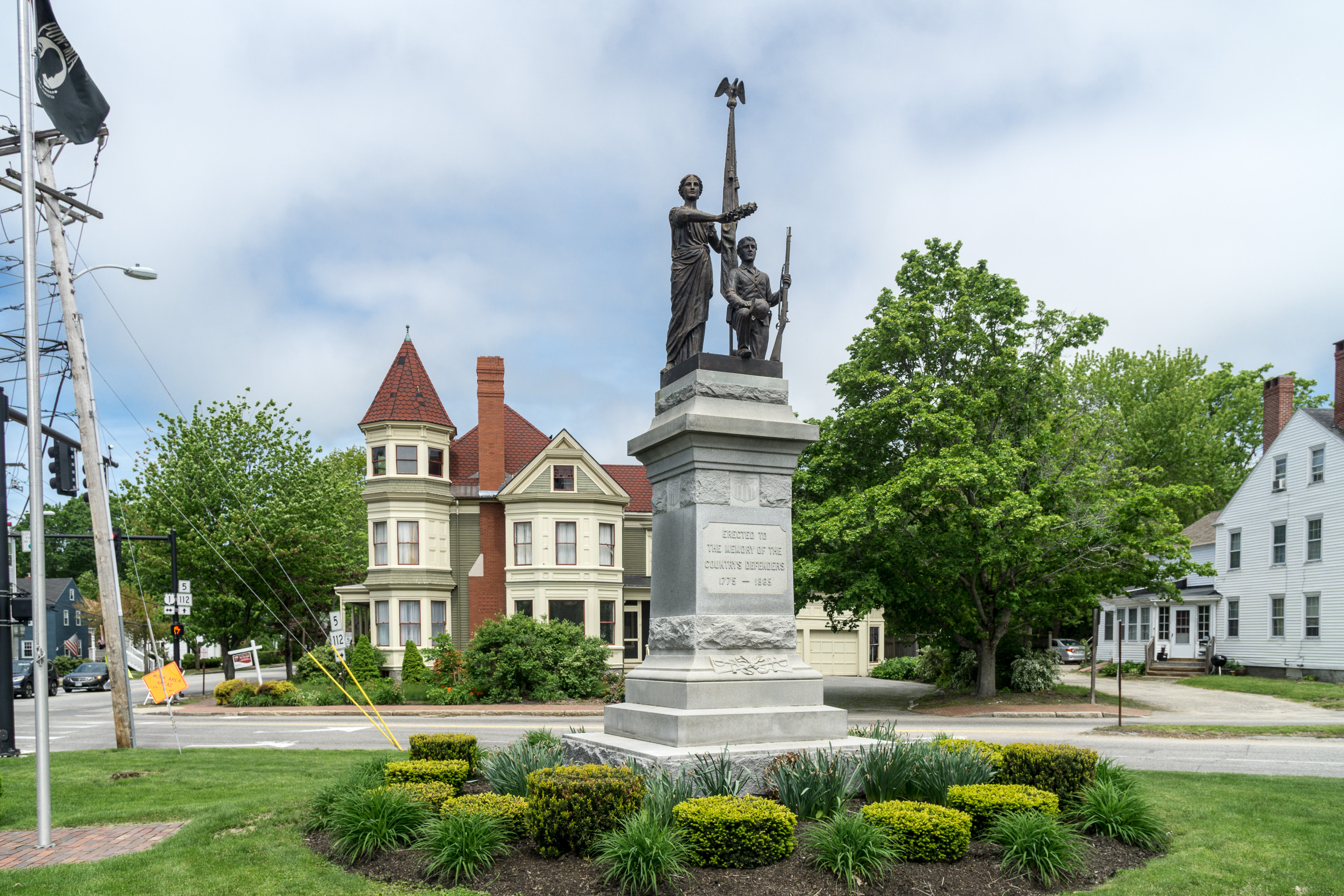
Mémorial de la guerre de Sécession à Eastman Park
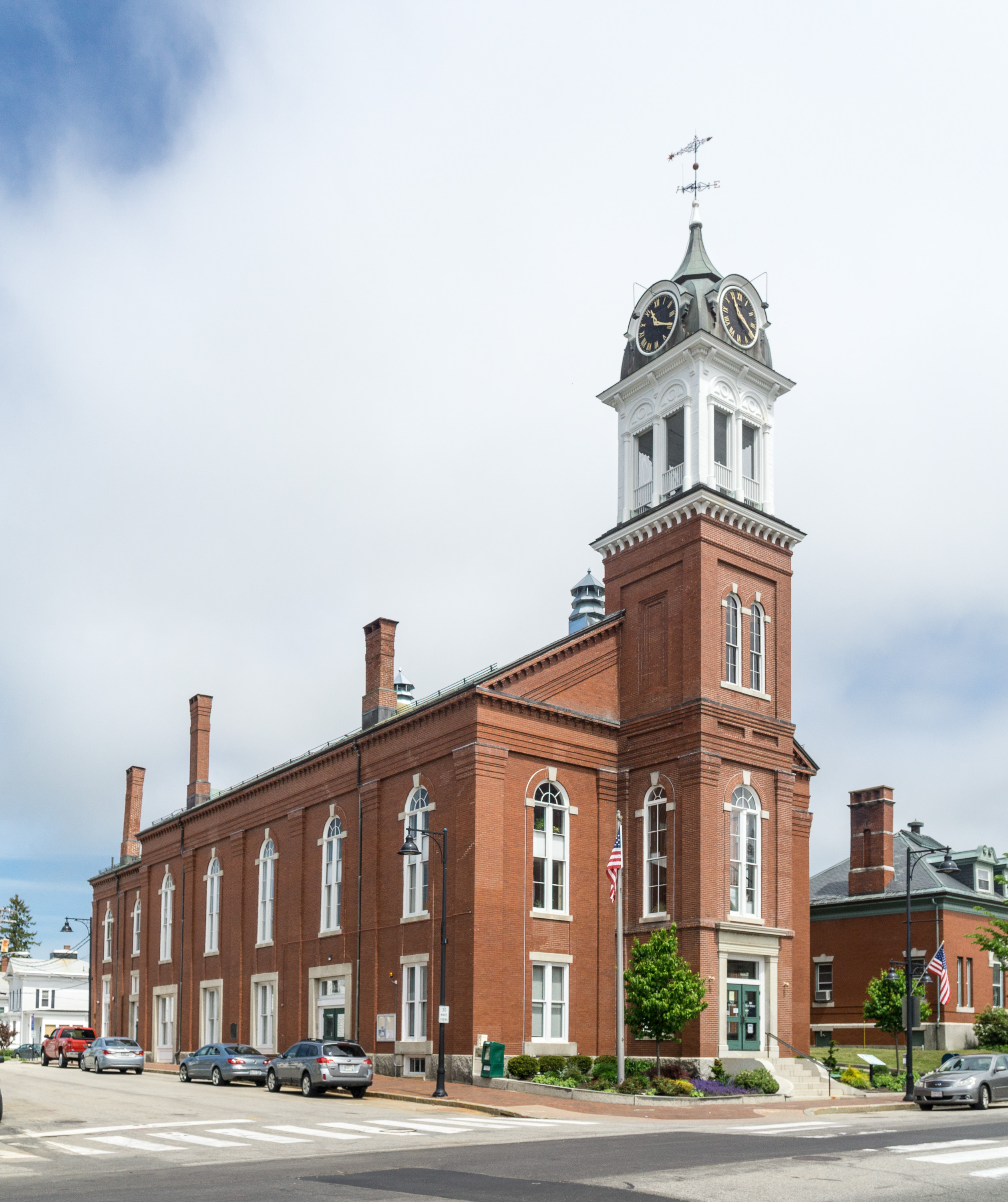
Hôtel de ville de Saco
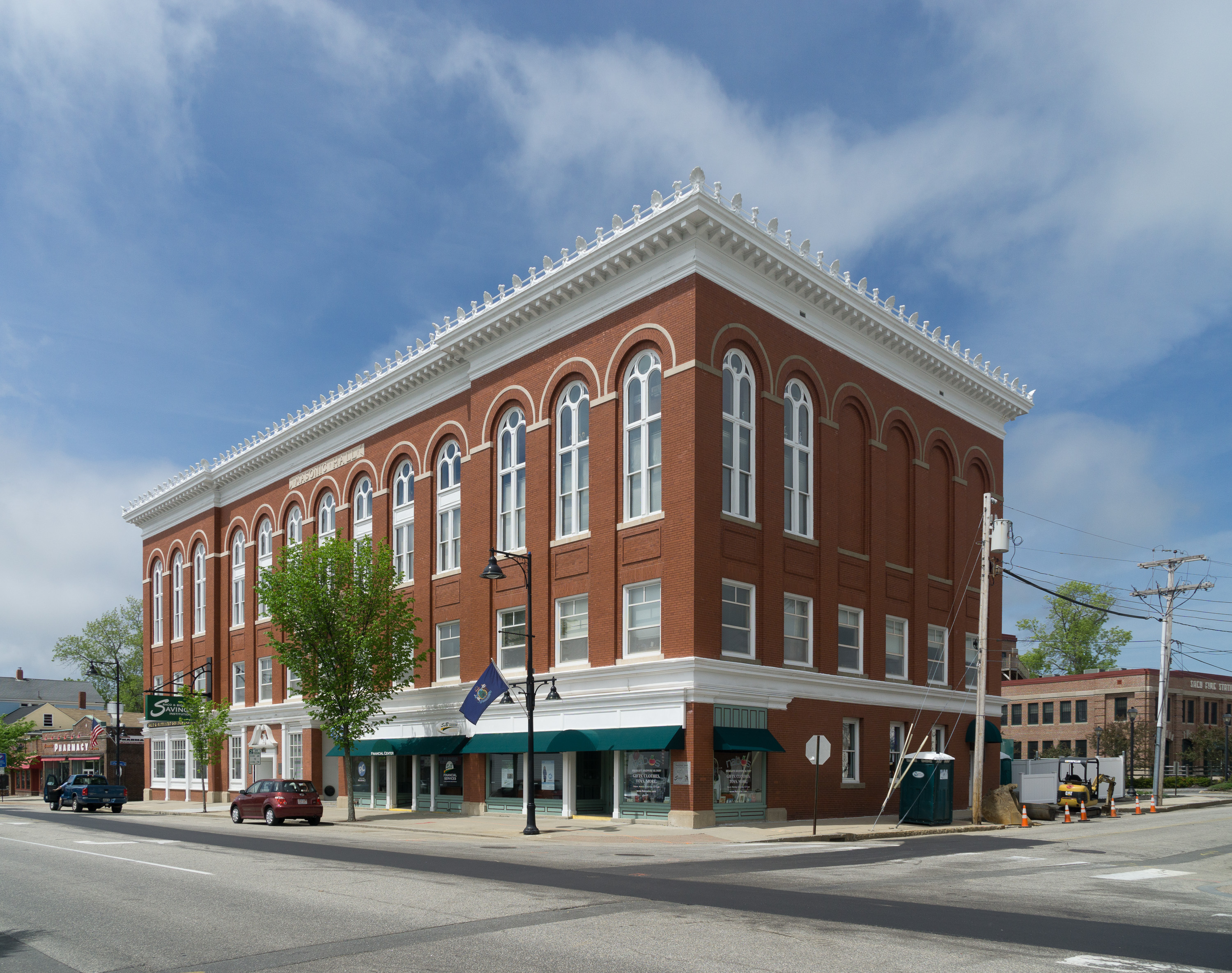
Salle maçonnique